# JLA Adventures: Trapped in Time
JLA Adventures: Trapped in Time (br.: As Aventuras da Liga da Justiça - Armadilha do Tempo) é um filme de animação estadunidense lançado diretamente para vídeo em 2014, dirigido por Giancarlo Volpe.

## Dubladores originais
- Diedrich Bader...Batman
- Laura Bailey...Vésper
- Dante Basco...Karatê Kid
- Corey Burton...Senhor do Tempo, Capitão Frio
- Grey DeLisle-Griffin...Mulher Maravilha, Superbebê
- Peter Jessop...Superman
- Fred Tatasciore...Lex Luthor
- Jack DeSena...Robin
- Michael David Donovan...Bizarro
- Tom Gibis...Homem Brinquedo, Jonathan Kent
- Erica Luttrell...Mulher-Leopardo, Martha Kent
- Liam O'Brien...Aquaman, Computador do avião
- Kevin Michael Richardson...Arraia, Solomon Grundy
- Jason Spisak...The Flash, motorista de táxi
- Avery Kidd Waddell...Cyborg
- Travis Willingham...Gorilla Grodd

## Sinopse
Lex Luthor comanda a Legião do Mal que se divide em dois grupos, um no Polo Norte e outro no Espaço, em outro plano para subjugar a Humanidade, dessa vez através de alterações no clima. São surpreendidos pela Liga da Justiça e durante a luta, Luthor cai no Oceano Ártico e fica congelado. Mil anos depois, seu corpo está preso num bloco de gelo e mantido num museu cuidado pela Legião dos Super-Heróis. O vilão se liberta e usa uma ampulheta do tempo, fonte de poder da entidade maligna Senhor do Tempo, para voltar a época de seu congelamento e se reencontrar com seus asseclas da Legião do Mal. Reunidos em parte os vilões, imediatamente Luthor põe em andamento um novo plano, que consiste em voltar ao passado e evitar que Clark Kent se torne o Superman e forme a Liga da Justiça. Mas dois aspirantes a legionários, Vésper e Karatê Kid, viajaram no tempo também e avisam aos heróis da Liga sobre o novo poder do vilão.